# Krikor Hasratian
Krikor Hasratian (ou Grigor Hasratian ; en arménien : Գրիգոր Հասրաթյան ) est un homme politique arménien né le 24 novembre 1918 et décédé le 10 mai 2001.
Il a été maire d'Erevan, la capitale de l'Arménie, du 7 décembre 1962 au 12 février 1975.